# Ахмед Халим Ибрахим
Ахмед Халим Ибрахим (рођен 10. фебруара 1910, датум смрти непознат) био је египатски фудбалски везни фудбалер који је играо за Египат на Светском првенству у фудбалу 1934. године. Такође је играо за Замалек, а представљао је Египат на Летњим олимпијским играма 1936.